# Giorgio Ceragioli
Giorgio Ceragioli (Porto Santo Stefano, 28 aprile 1861 – Torino, 11 dicembre 1947) è stato un pittore, scultore e decoratore italiano.

## Vita e opere

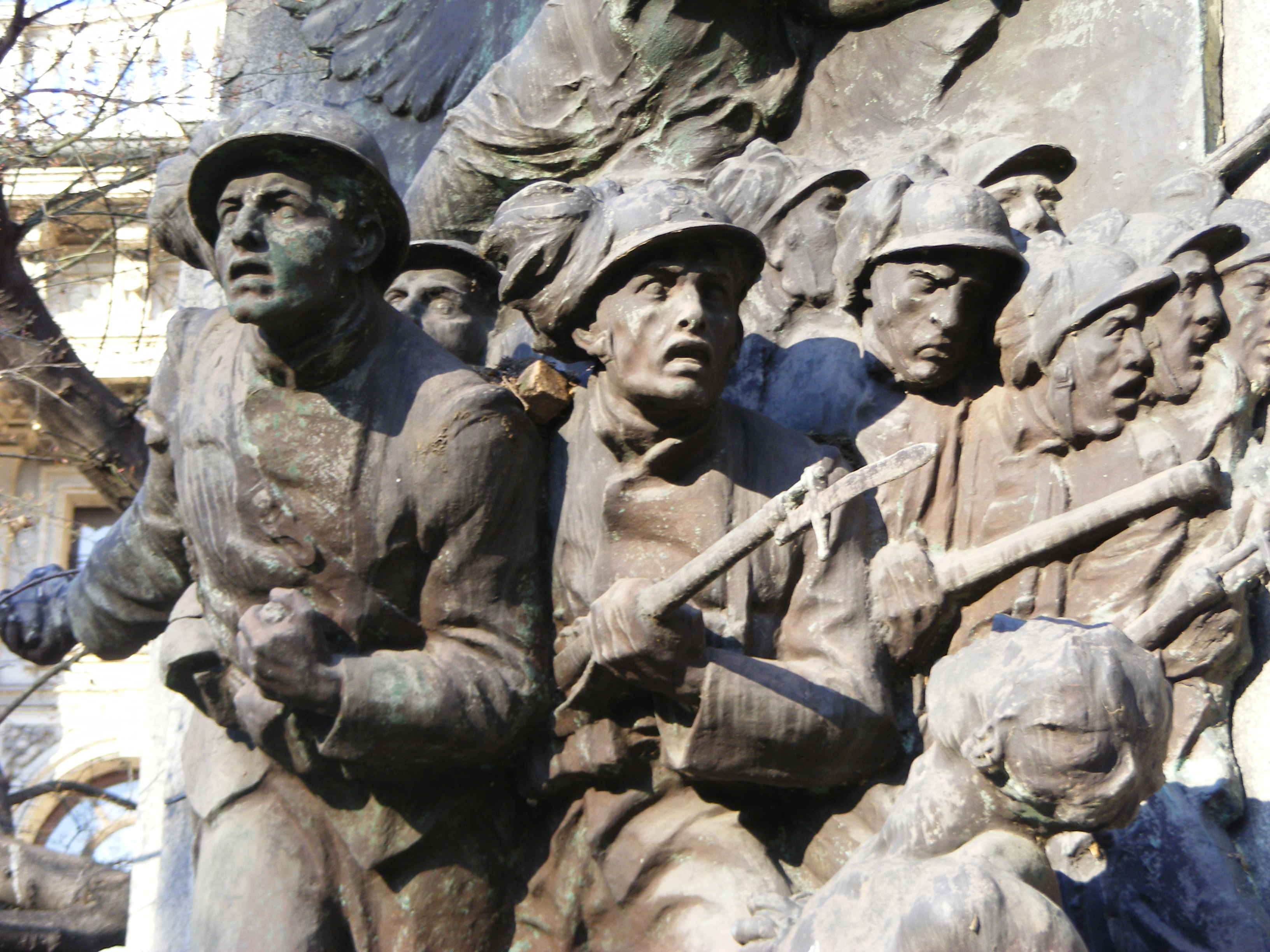
Altorilievo per il centenario della fondazione dei Bersaglieri, Torino, giardino Lamarmora

Nato a Porto Santo Stefano il 28 aprile 1861dall'impiegato doganale Giuseppe Ceragioli e da Fanny Bracci si sposta giovanissimo a Firenze, dove si forma alla scuola dello scultore Ulisse Cambi. Entra diciottenne nel corpo dei Bersaglieri, al quale rimarrà sempre molto legato e dove rimane fino al 1888 ottenendo il grado di tenente.
Trasferitosi a Torino lavora con Augusto Ferri, scenografo e decoratore. Qui si afferma come pittore, esponendo in particolare alla Società Promotrice delle Belle Arti di Torino; come scultore realizza nel 1886 la grande statua "Un bersagliere alla carica", che oggi orna lo scalone dell'Armeria Reale.

Nel periodo a cavallo del 1900 è molto attivo come decoratore; in particolare cura a Milano la decorazione di palazzo Marsaglia e gli viene poi affidato l'incarico della decorazione del Teatro Regio di Torino, per il quale lavorerà anche come scenografo. Nel 1904 per la FIAT progetta e esegue lo stand aziendale al Salone mondiale dell'automobile di Parigi. In parallelo a queste attività si occupa di arti applicate e realizza vari marchi commerciali, stoffe, trofei sportivi e oggetti che oggi si definirebbero di design; a questo filone della sua produzione può ricondursi anche la collaborazione alla stesura, nel 1902, del "Manifesto programmatico per l'Esposizione Internazionale di Arte Decorativa di Torino".
Sempre nel 1902 assieme agli amici Davide Calandra, Leonardo Bistolfi, Enrico Reycend ed Enrico Thovez fonda la rivista "L'arte decorativa moderna", una rivista mensile illustrata di arte e decorazione della casa che avrà una notevole influenza sul panorama delle arti applicate in Italia.
Nel 1914 realizza con Cesare Biscarra il monumento ad Ascanio Sobrero al Parco del Valentino, sempre a Torino.

Anche dopo la prima guerra mondiale la sua attività prosegue sia come scultore che come pittore; tra le sculture di questo periodo possono essere ricordate una statua dell'Alpino a Villar Perosa (1919), l'altorilievo bronzeo in memoria dei bersaglieri caduti nella grande guerra, eseguito nel 1923 e collocato nel 1936 al giardino Lamarmora di Torino e il monumento bronzeo al Bersagliere del 1936 sistemato successivamente al centro di Piazza Alessandro Lamarmora a Biella. Affianca inoltre alla produzione artistica l'attività didattica presso l'Accademia di belle arti di Torino.

Muore a Torino l'11 dicembre 1947.